# Fanfulla da Lodi (film)
Fanfulla da Lodi è un film del 1940 diretto da Giulio Antamoro e Carlo Duse, al suo debutto come regista; quest'ultimo ne è stato anche sceneggiatore ed attore in un ruolo minore.

## Trama
La pellicola narra la biografia e le gesta del celebre condottiero Fanfulla da Lodi, vissuto nel XV secolo, tra i protagonisti della disfida di Barletta.

## Produzione
La pellicola venne girata negli stabilimenti Titanus alla Farnesina a Roma nell'autunno del 1939 e si avvalse della collaborazione di Enzo Musumeci Greco come maestro d'armi.

## Distribuzione
Il film fu distribuito nel circuito cinematografico italiano il 17 febbraio del 1940.

## Curiosità
Nel film è presente anche Mario Mazza che aveva interpretato Fanfulla da Lodi nel film Ettore Fieramosca diretto da Alessandro Blasetti due anni prima.